# Клинок (Червоногвардійський район)
Клино́к (рос. Клинок) — селище у складі Червоногвардійського району Оренбурзької області, Росія.

## Населення
Населення — 160 осіб (2010; 188 у 2002).
Національний склад (станом на 2002 рік):
- росіяни — 73 %